# Leó Szilárd
Leó Szilárd (hongarès: Szilárd Leó)  (Budapest, 11 de febrer de 1898 - La Jolla, 30 de maig de 1964) va ser un físic jueu hongarès-nord-americà que va treballar en el Projecte Manhattan. Va ser probablement el primer científic que va pensar seriosament a construir bombes atòmiques. (Havia llegit el relat de ficció "bombes atòmiques" dintre de la novel·la de ciència-ficció de H. G. Wells The World Set Free). Va pensar en la possibilitat d'una reacció nuclear en cadena el 12 de setembre de 1933 mentre esperava per a travessar l'avinguda de Southampton en Bloomsbury. Segons es diu, Szilárd va tenir aquesta idea a conseqüència de l'empipada per la negativa d'Ernest Rutherford a parlar sobre l'energia nuclear. Szilárd també va ser el copropietari, al costat de Enrico Fermi, de la patent sobre el reactor nuclear
Era conegut pels seus col·legues com un pensador excèntric, de pensament ràpid, "tan bo i afectuós que espanta la gent" amb declaracions estranyes i aparentment incongruents, però summament perspicaces.
Tenia una gran capacitat per a predir esdeveniments polítics. Es creu que de jove predir la Primera Guerra Mundial, diversos anys abans que comencés. Quan va aparèixer el partit nazi, va avisar que un dia controlaria Europa. El 1934, va detallar els incidents de Segona Guerra Mundial, la qual cosa li va fer adoptar el costum de residir exclusivament en hotels, amb una maleta preparada sempre a mà.

## Biografia

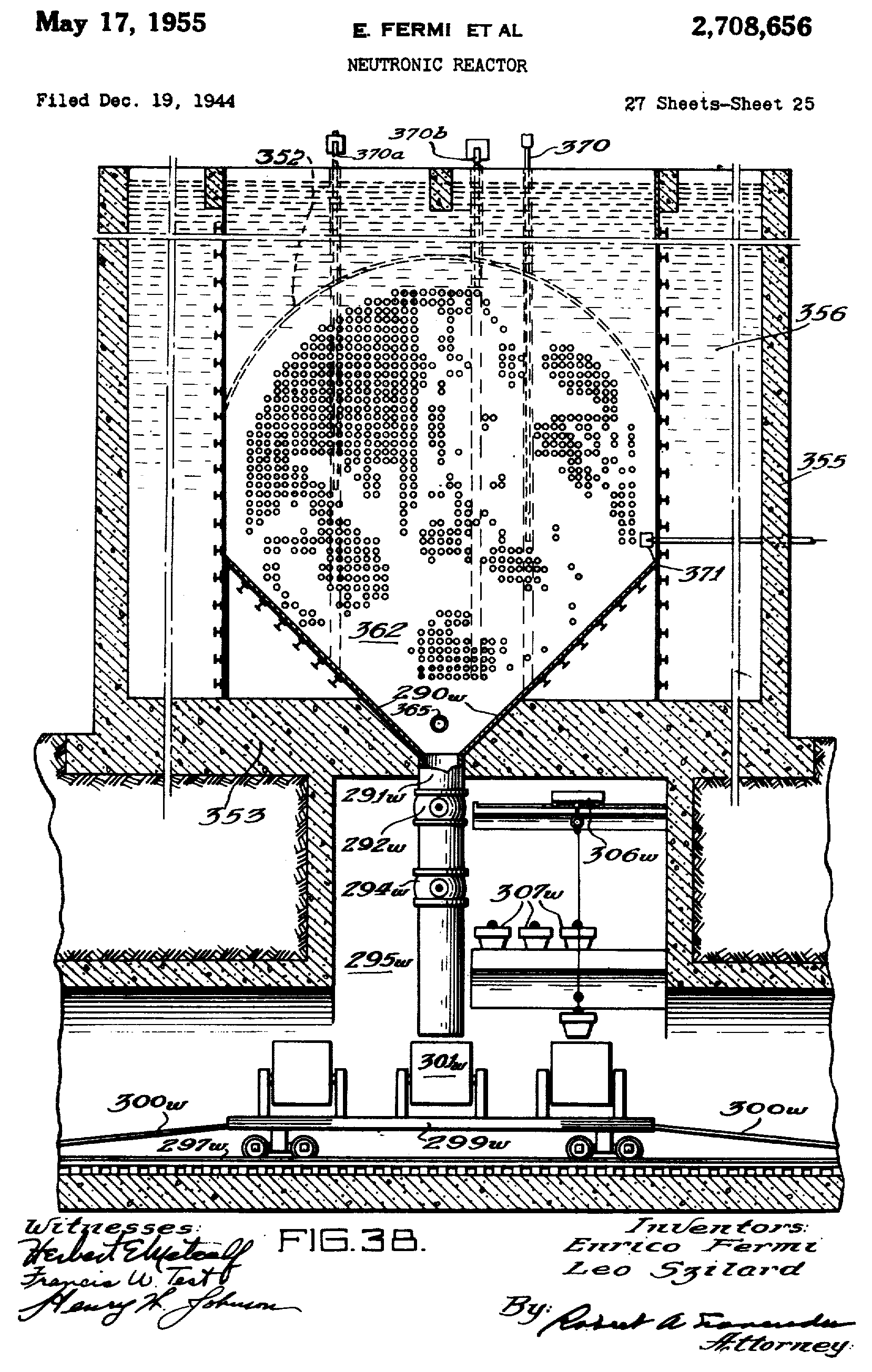
Reactor nuclear de Fermi-Szilárd

Szilárd va fugir a Londres el 1933 per a evitar la persecució nazi. A Londres, va llegir un article escrit per Rutherford en The Times, després de la qual cosa va concebre la idea d'una reacció nuclear en cadena. Durant l'any següent, va demanar una patent sobre la reacció nuclear en cadena. Primer va intentar crear aquesta reacció en cadena mitjançant beril·li i indi, però no va aconseguir la reacció que esperava. El 1936 va cedir la patent de reacció en cadena a l'Almirallat Britànic per a assegurar-ne el secret.
El 1938 va acceptar una oferta per a dirigir la investigació en la Universitat de Colúmbia a Manhattan, i es va traslladar a Nova York. Allí va treballar al costat del premi Nobel Enrico Fermi. Després d'estudiar la fissió el 1939, va concloure que l'urani seria l'element capaç de produir la reacció en cadena.
Szilárd va contribuir decisivament al desenvolupament del Projecte Manhattan. Va enviar una carta confidencial a Franklin D. Roosevelt explicant aquesta possibilitat, i animant al desenvolupament d'aquest programa, i va obtenir el suport d'Albert Einstein l'agost de 1939. Més tard, es va traslladar a la Universitat de Chicago per a continuar treballant en el desenvolupament de la bomba. Allí, amb Fermi, va col·laborar en la construcció del primer "reactor neutrònic", una pila d'urani i grafit amb la qual es va obtenir la primera reacció nuclear autònoma en cadena el 1942.

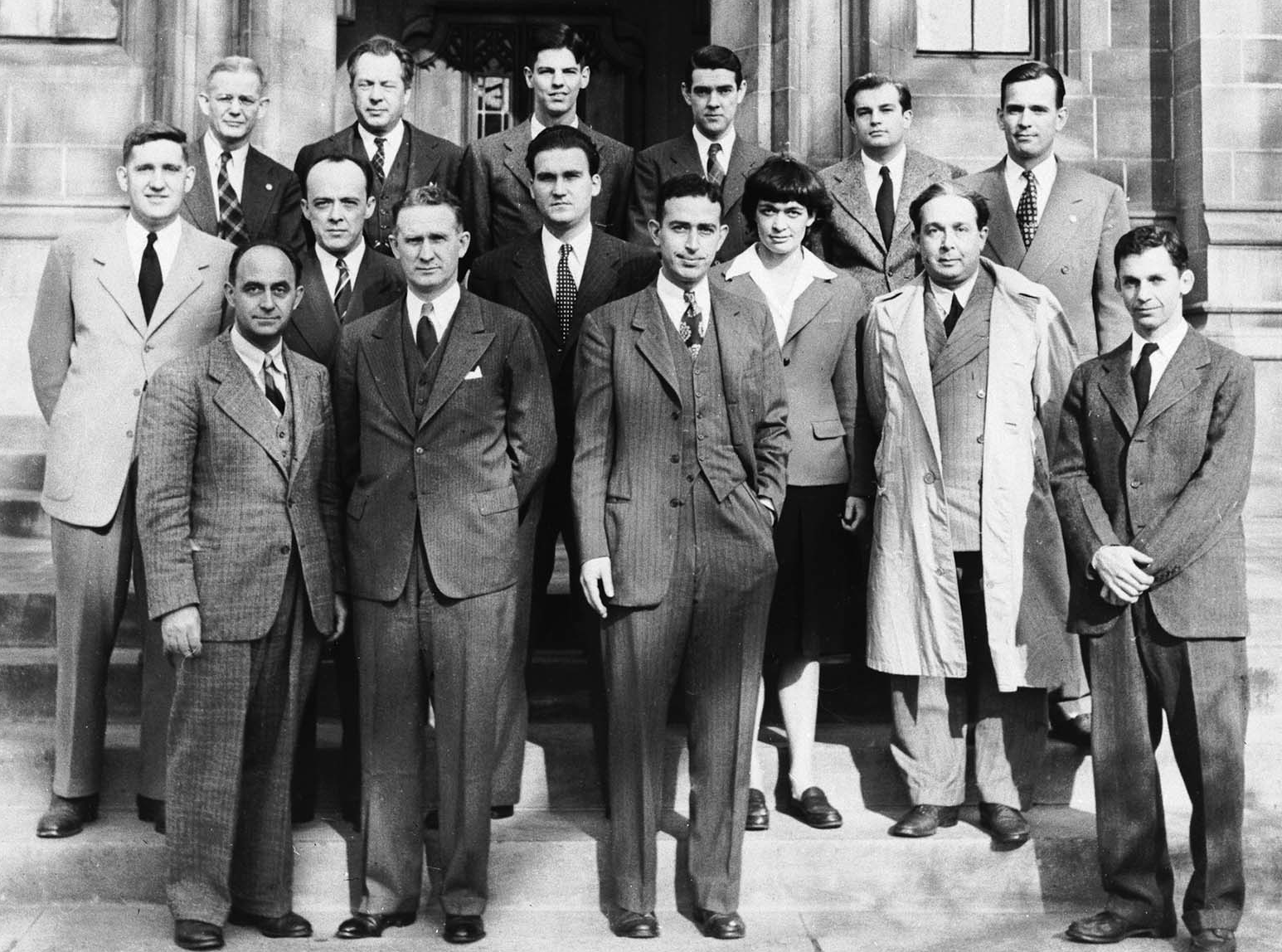
Equip de la primera pila nuclear de Xicago: en la fila de sota, segon des de la dreta Leó Szilárd; a baix a l'esquerra Enrico Fermi.

Com que la guerra continuava, Szilárd estava cada vegada més molest, perquè el van forçar a cedir la direcció dels seus experiments científics als militars, i es va enfrontar en nombroses ocasions amb el general Leslie Groves, el cap militar del Projecte Manhattan. El seu ressentiment cap al govern nord-americà es va incrementar a causa del seu intent fallit d'evitar la utilització de la bomba atòmica en la guerra.
Supervivent del "naufragi" d'Hongria després de la Primera Guerra Mundial, havent sofert tota mena d'opressions, Szilárd sentia passió per la preservació de vida humana i la llibertat, sobretot la de comunicar idees. Esperava que el govern nord-americà, que abans de la guerra s'oposava al bombardeig de civils, no usés la bomba, si bé l'únic objectiu possible d'una arma d'aquesta magnitud és precisament matar civils. Esperava que la mera amenaça de la bomba forçaria Alemanya o el Japó a rendir-se. Més que amenaçar l'Eix amb la bomba, Harry Truman va decidir simplement usar-la, malgrat les protestes de Szilárd i molts altres científics del projecte. Va causar la mort d'aproximadament 300.000 civils japonesos i va destruir totalment Hiroshima i parcialment Nagasaki.
El 1943 es va nacionalitzar com a ciutadà dels Estats Units.
El 1947 es va passar de la física a la biologia molecular, treballant extensament amb Aaron Novick. Va passar els seus últims anys en el Salk Institute a San Diego.